# ヤルメラ

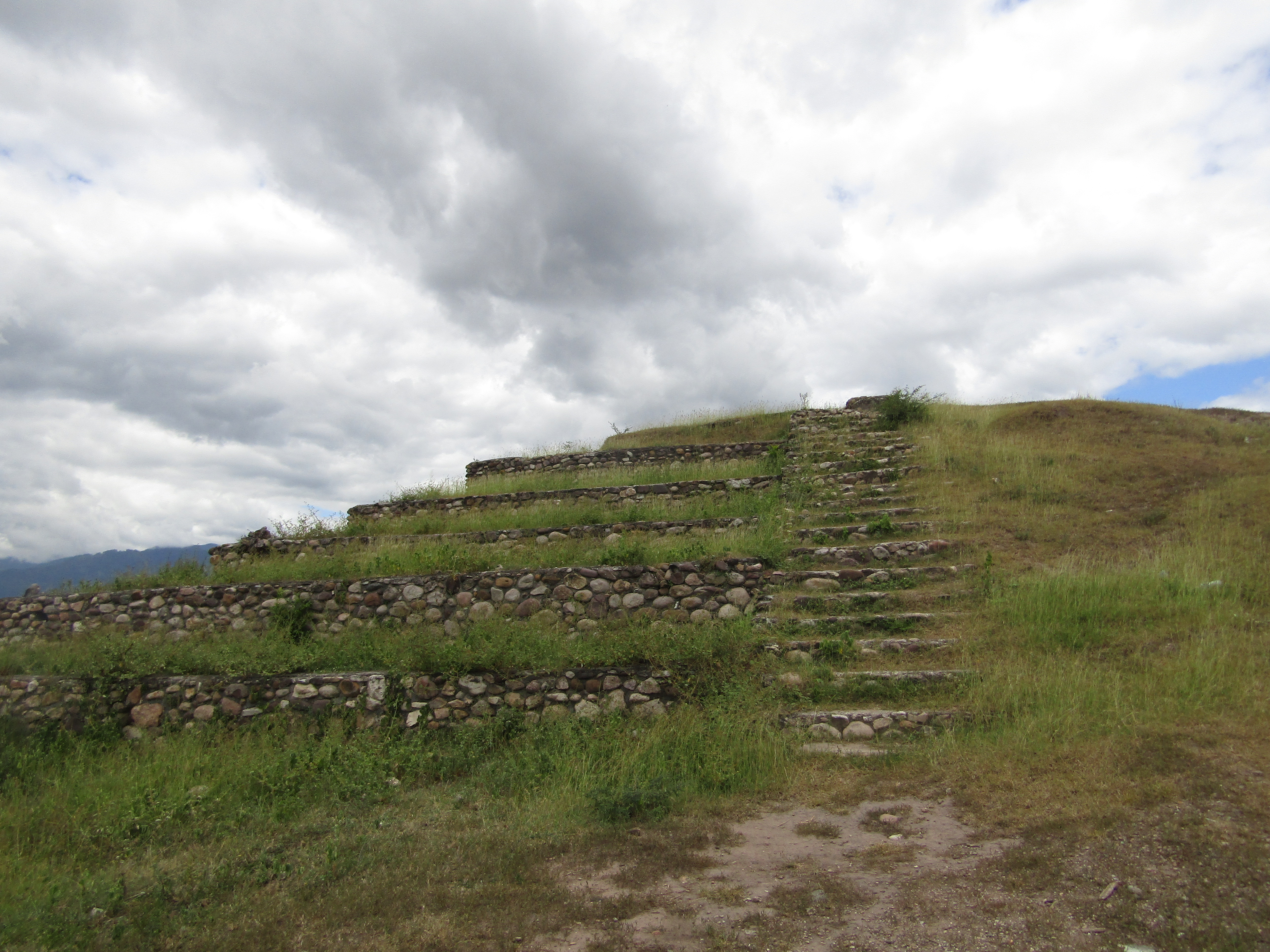
ピラミッド102はまだ元のデザインを保持しています。

ヤルメラ（Yarumela、研究者によっては「ジャルメラ」とも）は、ホンジュラス中央部からやや東部のラパス県に位置する形成期段階の遺跡である。遺跡は、カリブ海にそそぐウルア（Ulua）川の支流、コマヤグア（Camayagua）川の一部をなす小河川であるウムヤ（Humaya）川の西岸、比高差10mほどの河岸段丘上でもひときわ小高くなった標高600ｍ前後の島状の台地上に30ha近い範囲にわたってひろがり、中心部には少なくとも15基のマウンドが確認されている。
原レンカ語を話す人々によって、紀元前1000年くらいから居住が開始され、A.D.200年頃まで営まれた祭祀センターであると考えられている。それより後の時代から後古典期にかけては、埋葬と居住は散在的にはみられるようであるが祭祀センターとしては機能していない状態となる。
ヤルメラはカリブ海と太平洋、メキシコ、グアテマラを結ぶ交易の要衝に位置していたため、形成期には、コマヤグア河谷で最大のセンターとなった。ヤルメラ周辺では確認できない植物遺存体、グアテマラ産のヒスイや太平洋産及びカリブ海産の貝でできた装飾品、メキシコ中央高原産の黒曜石、大理石製の碗の破片などの出土品も確認されている。

## ヤルメラの発見と調査史

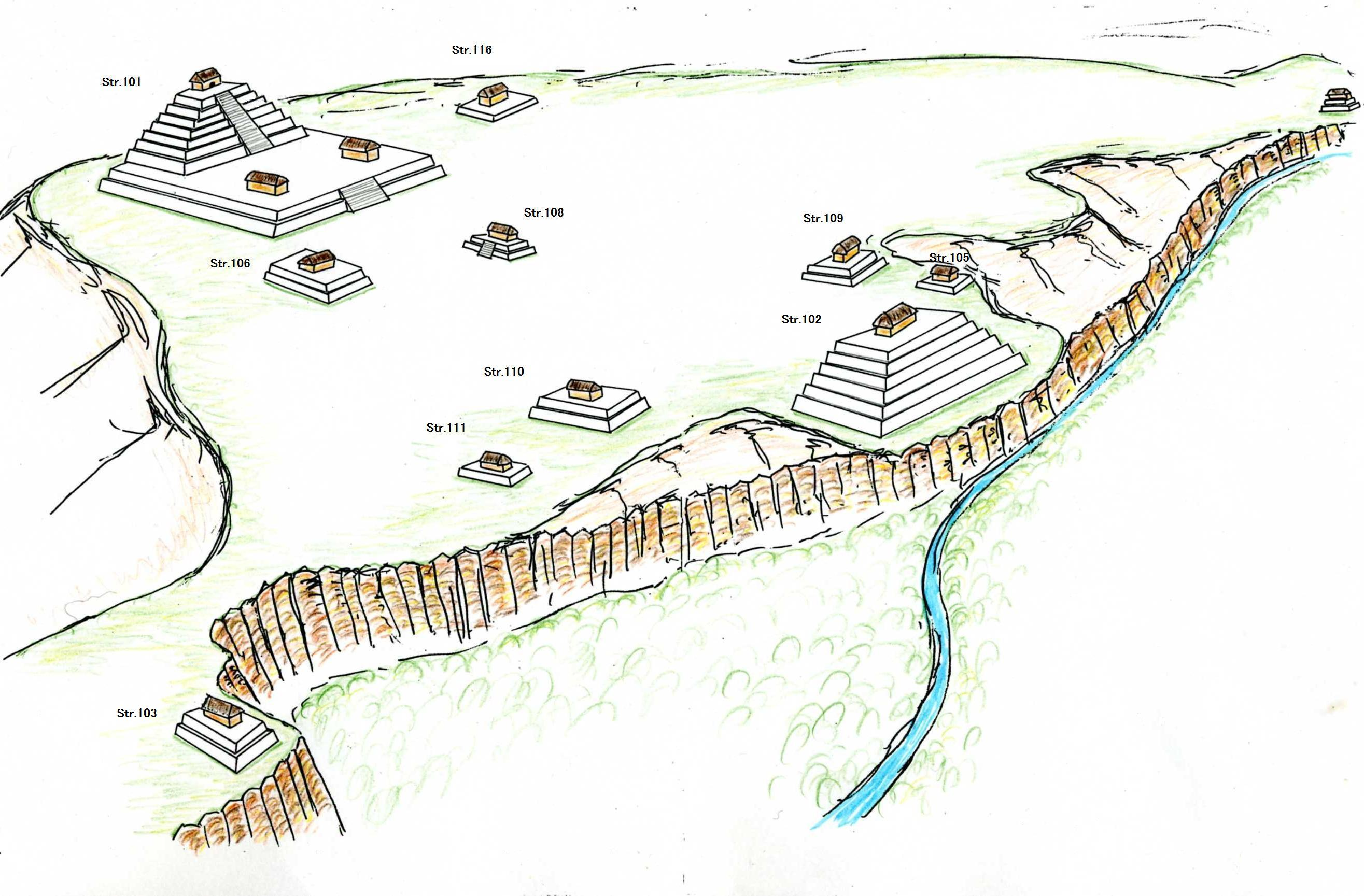
南東上空からみたヤルメラの景観復元図

ヤルメラの遺跡が発見若しくは記録上最初に訪問されたのは、19世紀中葉に、エフライム・Ｇ.・スクワイヤーによる踏査によってであるとされる。スクワイヤーは、コマヤグア河谷を大陸縦断鉄道沿いに踏査を行った際にこの遺跡を発見し、上流のちいさな村にちなんでこの遺跡をヤルメラと命名した。スクワイヤーは、ヤルメラについて詳細に記録し、当時は現在よりも遺跡の保存状態がよかったことがわかっている。
20世紀に入ってからの中米考古学の踏査記録でヤルメラについては二件の記録が知られている。ひとつは、1926年のサミュエル・K・ラスラップによるもので、Tenampuaに訪れる途中でヤルメラ付近を通過している。もうひとつは、イェンス・イウデ（Jens Yde）によるチューレイン大学とデンマーク国立博物館の調査隊によるものである。この調査隊は直接発掘調査は行わずにヤルメラの遺物とするものを紹介しており、実際にそうなのか疑念をもつ研究者もいる。
1930年代に、コマヤグア教区の司教であるフェデリコ・ルナルディ（Moseno Federico Lunardi）がヤルメラに関心を持ち、ルナルディ司教は、1948年に著書を公刊して、構築物103号の下方にウムヤ川の湾曲部と三日月湖があったこと、構築物101号とその付近から出土した破片についてマヤのものとして紹介した。

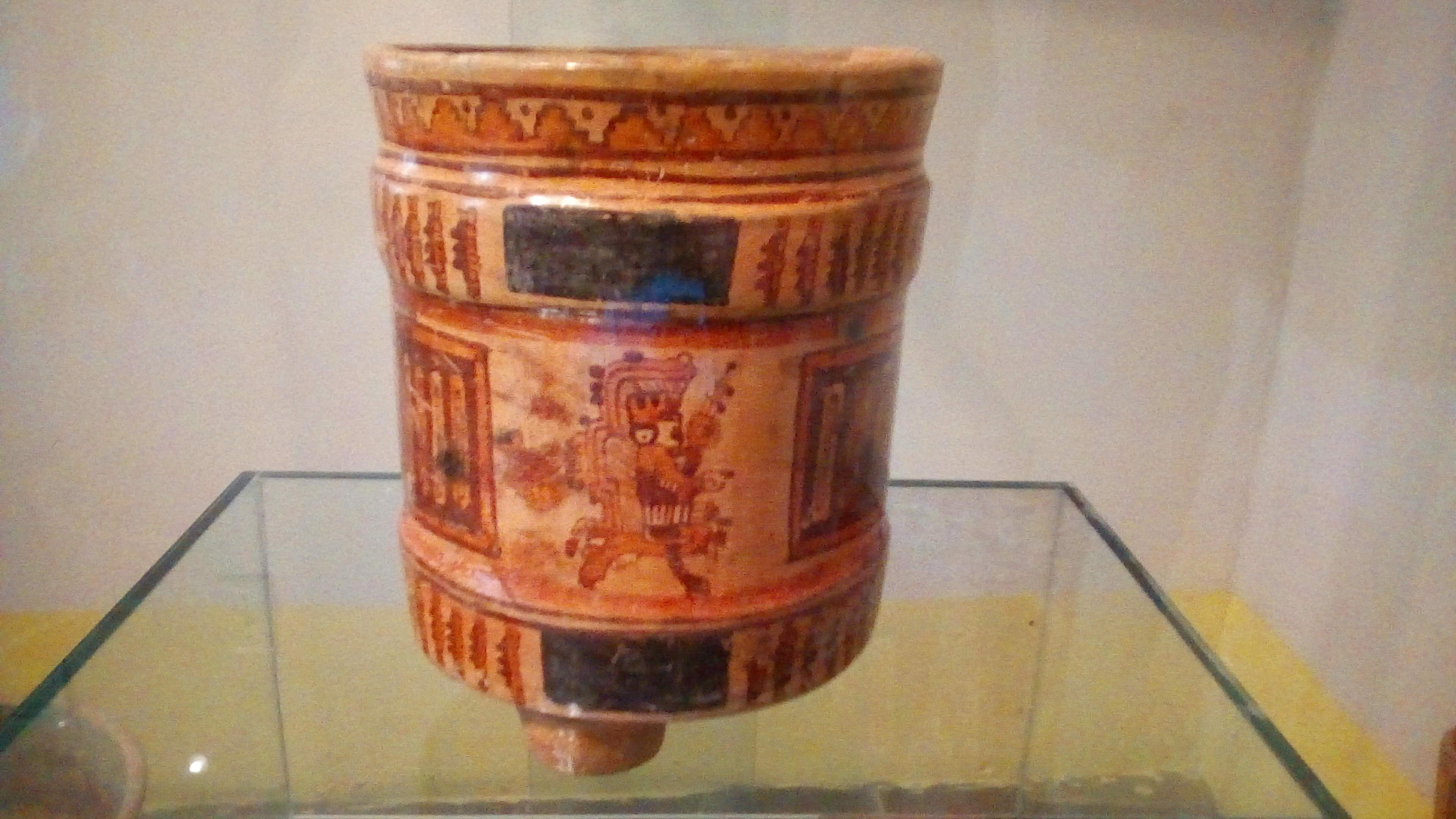
コマヤグアの考古学博物館にあるレンカ族の船。

ヤルメラについて、初めて学術的な団体によって本格的な調査が行われたのは、20世紀中葉になってからである。最初に挙げられるのは、ヨエル・キャンビー(Joel Canby)によるヤルメラの周辺部の試掘調査である。キャンビーは、土器の編年を確認するために行ったこの試掘で、ヤルメラの遺物がコパンの古期ないし先古典期の遺物と同じと言っていいほど共通していることを確認した。
1957年および1972年には、ドリス・ストーンによって調査が行われた。表面採集の成果だけでもメソアメリカ南東部地方の形成期段階の発展を示唆する遺物があることが確認され、ストーンは報告書に実測図と詳細な記述を掲載し、ヤルメラがコマヤグア河谷にとどまらず、中央アメリカ全体でも学術調査が必要な重要な遺跡であることを示した。
クロード・ボーデ(Claude Baudez)は、ヤルメラを訪れただけでなく、ヤルメラに近いLo De Vaca遺跡の調査を行うとともに表面採集をおこない、その成果を1966年に発表した。キャンビーやストーンの調査を踏まえ、その所見が正しいこと、河谷単位でまたがってロス・ナランホスやプラヤ・デ・ロス・ムエルトスなどホンジュラス北部の遺跡にみられる土器複合を含めて、居住システムのなかに位置づけられるとした。
1980年にJ-マンデヴィル（L.R.V.Joesink-Mandeville）による南米とメソアメリカの形成期段階での土器複合の関連を調べることも目的としたプロジェクトの一環での大規模な発掘調査がヤルメラで行われた。まず、以前キャンビーが調査を行ったマウンドがない場所で3度にわたる調査が行われ、1986年にその成果が報告された。
1988年から1990年の間にも3度にわたってヤルメラのより古い時期の遺構プランに焦点をしぼった
発掘調査が行われた。つまり、ヤルメラにおいて、社会階層がどのように発生し、そうして成立した支配階層がどのように建築活動を行ってきたかを知ることを目的として、祭祀などのような公共的な目的のために建てられた建造物が繰り返し構築されるその個別の建物について記録する調査であった。
これらのふたつの研究のほかに、1985～1987年にかけてディクソン（Boyd Dixon）によって、地域性による違いや明確な共通する基準がないか、ヤルメラの形成期の政体が発生した時期に文化が伝播する通路として、高地の河川がどのような役割を果たしたのかを調べるためにコマヤグア河谷の10％に及ぶ範囲をランダムに踏査が行われた。

## ヤルメラの建築活動と歴史的変遷
ヤルメラの建築活動は大きく3期に分けることが可能である。すなわち前期（1000B.C.以前）、中期（1000B.C.～400B.C.）、後期（400B.C.～A.D.250）である。これはそれぞれＩ期、Ⅱ期、Ⅲ期と呼ばれる。

### 前期（ヤルメラⅠ期）
前期もしくはヤルメラⅠ期は、形成期前期に相当する。この時期にあたる遺物は、1949年にキャンビーによって、メインプラザの南側部分を発掘調査した際、地表より2ｍの位置で確認したことが報告されている。続いて、J-マンデヴィルが調査を行った際、新たに炉穴や柱穴、土壁の破片が発見され、キャンビーが想定したよりも、広範囲で床をつきかためた木柱茅葺きの建物があったことが明らかにされた。炭化物サンプルについて放射性炭素年代測定を行ったところ1125B.C.～800B.C.の年代が得られた。炉穴2号に伴う土器は形成期前期から中期にまたがっていることから、双方の時期の移行期に位置づけられる遺構であると考えられる。
遺跡の北側にある構築物104号の基礎部分から確認されたサンプルUCR-2412がだいたい同時期に位置付られることから構築物104号の建設がはじまった時期が推察される。
この時期の土器の形状や装飾技法として指標となるのは、非常に丁寧な磨研が施されていること、赤い口縁部が赤い色を呈する浅い皿や鉢、壺があって、しばしばひも状の装飾がつけられていることなどである。そのほか、深い刻線が施されたものもみられる。
土偶には中空であるものとないものがあり、無文の石製の碗もみられる。
ディクソンは、ヤルメラⅠ期の土器について、コスタリカ高地のトロナドーラ地方の土器やグアテマラ太平洋岸のオコス相の土器に型式的に似ているとみなしている。
形成期中期の居住を示す遺物は、キャンビーとマンデヴィルによって、それ以前の遺物が発見された場所と同じ場所で発見された。1983年の発掘調査で大規模な長方形の「カマド」（もしくは「暖炉」）と思われる遺構の一部が数基発見された。
そのうち1基の「カマド」の年代は、USR2111とされた炭化物のサンプルについて放射性炭素年代測定を行ったところ、1430-190B.C.頃という年代が得られた。
ディクソンは、この「カマド」について、同時期のエル・サルバドル北部にあるチャルチュアパで確認されたものに非常によく似ていると考えている。
そのほかの2基の「カマド」は、すでに1981年に遺跡の南側の三日月湖の上にある同時期の地点の層から確認されたもので、それぞれ1000-770B.C.(Beta-6226),520-170B.C.(Beta-6227)という年代が得られている。

### 中期（ヤルメラⅡ期）

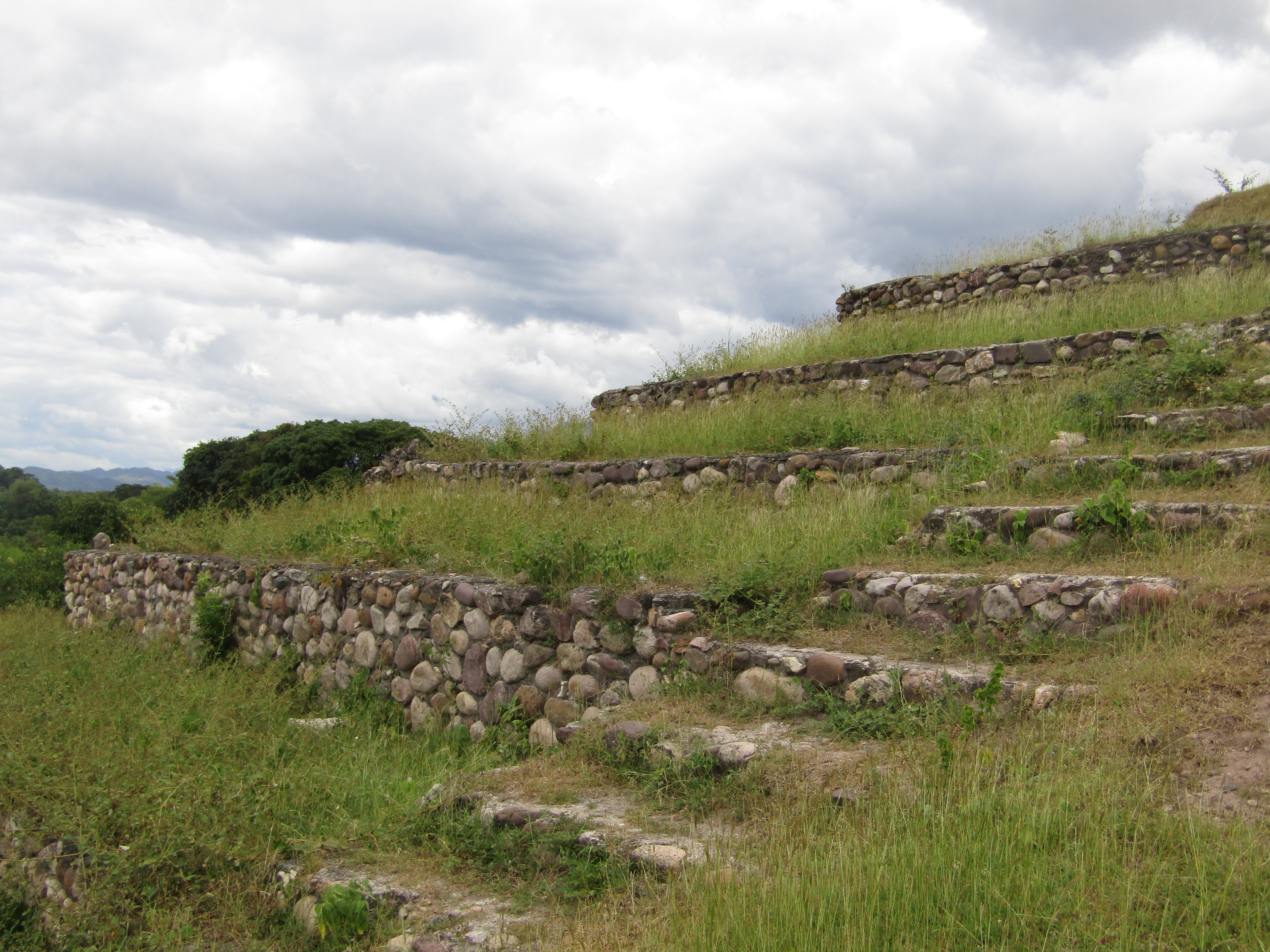
遺跡のピラミッド102。

ヤルメラⅡ期になると、研究者によって「記念碑的建造物」とされる、高さ2m以上の建造物がみられるようになる。土器については、土器の磨きの技法について、時期を決定づける独特な特徴がみられ、前期すなわちヤルメラⅠ期にみられる土器の形や製作技法に加えてさまざまな把手をはじめとして鐙型注口のような付属物がつけられるようになる。また、この時期の遺物としては、厚手で良質な粘土でできた「ナプキンリング」と呼ばれる耳飾りが増えていくようになる。
1988年から1990年にかけて、高さ6m～9mに達する基壇マウンドである建造物102号と104号について発掘調査が行われ、その内部には高さ3m～4mの表面を石灰岩で塗り固めた土でできた基壇マウンドがあることが明らかにされた。
建造物104号の最下層の上から発見された焼かれて放棄された建造物の壁の破片について、放射性炭素年代を行ったところ、800-360B.C.ないしは290-251B.C.の年代が得られたことからこれらの建造物の年代が形成期中期に相当することが判明した。
一方建造物103号の基礎部分から840-390B.C.のころのより古い焼成を受けた建造物の壁の破片と形成期中期のメソアメリカ南部に分布していた「たいこ腹」の人物形象土器が出土している。
メインプラザの南西隅に位置する高さ3mの構築物106号を試掘するとヤルメラⅢ期に相当するウスルタン式土器が建物の表面からも内部の充填物からも確認されていないことから、形成期後期に新たなピラミッドを覆う形で増築されてはいないことが明らかになった。
1989年の調査で構築物106号の下層の建物の粘土の内部から柱穴の列が発見された。つまり、構築物106号が完成する前には、いくつか集まるように住居跡がつくられたことを示している。

#### 構築物101号

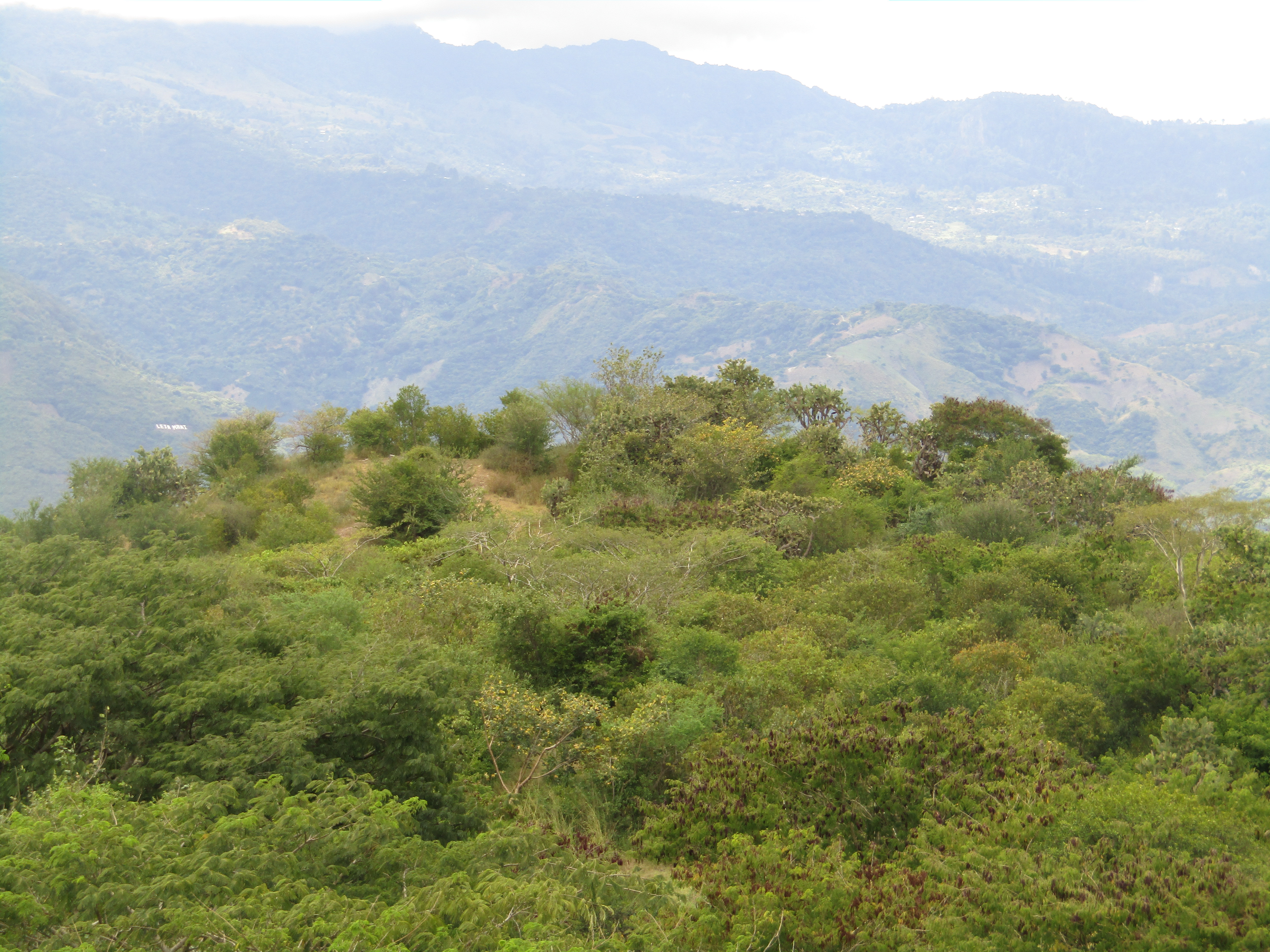
ピラミド101は、敷地内で最大の建造物であり、過去には約30メートルに達しました。

形成期中期に、ヤルメラでは、高さ20mのエル・セリットス・マウンドとも呼ばれる構築物101号が築かれた。構築物101号の基礎部分は、幅70m、長さ110ｍに達する。ディクソンによるトレンチ調査によって判明した基壇部分にみられる床面の部分的な断面からこの建物の大部分が丸石などによって葺き石がなされていたことがわかってきている。
構築物101号には、現在の地表に至るまで形成期後期、古典期、スペイン征服後から近代にいたるまでの遺物が含まれる厚さ60cm以上の堆積層があるが、1990年にそういった堆積部分を発掘調査することによって、もともとは、数十年間にわたって平屋の建物群が建てられていてさらに高かったことが判明し、その下からメソアメリカ南東部周辺地域ではおそらく最古に属する当時の支配階層によって居住がなされたか儀式が行われたことを示唆する遺構である形成期中期の貯蔵施設も発見された。
また構築物101号の基壇の上には、南北32ｍ、東西14mくらいの茅葺木柱の建物がメインプラザの主軸である東西方向を意識して東向きに建てられていた。
構築物101号の正面には、石灰岩によって表面が仕上げられた幅3.5mの中庭ないしベランダというべき設備が設けられていた。
1988年の調査で、基壇の東側に2か所の漆喰の施された床が確認され、主建造物の基壇の上に垂直の向きに向かい合っているふたつの小さな建物があったことが判明した。
1990年の調査で、構築物101号に基壇の頂部に達する階段の有無を示唆する成果がみられた。南側面に沿って二つのテラスのようなものが確認され、当時はおそらく石灰岩の漆喰によって表面が塗り固められていた砂とそれをしきつめた粘土でできた狭い床面の層によって分割されている残存している厚さ1.2～1.6m、高さ1.6ｍに達する壁が確認された。これは、構築物101号にもともと基壇の頂部に達する中央の階段があったが、植民地時代以降にとりはらわれたのではないかとディクソンは考えている。
101号の脇や後方などに平行に敷石によって幅1.5mの歩道ないし液体を流す樋のような設備が設けられていた。この設備についてディクソンは、ブライアン・ディロン(Brian Dillon)の私信から、グアテマラのアバフ・タカリクにもみられるような形成期の水路設備であると推察している。
構築物101号の内部には、もともとの床面の上になんどか断続的に床面を造り直していたために床が堅い粘土で突き固められ、発掘調査で断面を実測すると、細かな砂でできた薄いレンズ状の堆積が観察される。
基壇の上に建てられた建物の下にある基壇の床面から南西隅にある排水槽につながっているものと思われる石積みの排水溝が部分的に確認されている。

### 後期（ヤルメラⅢ期）
ヤルメラⅢ期すなわち形成期後期には、形成期中期に見られるような規模の建築活動はおこなわれないだけでなく、以前からの建築伝統を継承するだけで、工法を発展させようと工夫したりすることはなくなった。遺物については、形成期後期のメソアメリカ南部に多くみられるネガティブ技法による施文で知られるウスルタン式土器が特徴である。それ以外には、以前からの施文技法や器形を継承している日用品の粗製土器がみられる。ヤルメラⅢ期の実年代については、構築物108号の焼土片のサンプルを放射性炭素年代測定にかけたら、それぞれ480-180B.C.(UCR2417)、400-100B.C.(UCR2418)の年代が得られた。
構築物101号や構築物104号で土の充填物を漆喰で表面をおおっている様子が見られるが、さらに表面が容易に崩れないように河原石で表面をおおっていたと推察される。
構築物105号は、河原石とアドベが用いられ、構築物108号及び109号は網代土壁の上屋が建てられ、構築物110号では、テラスを覆うのに大きな石灰岩の平石が用いられた。

#### 構築物102号
形成期後期にメインプラザの周辺部分の建築活動がさかんとなり、メインプラザの空間部分が狭まった。
そういった建築活動の中で注目にすべきものに構築物102号の増築をみることができる。
構築物102号は、形成期中期に高さ4ｍの土の基壇(XXV層)に少なくとも４段階にわたって増築がなされ、A.D.250頃には頂点まで高さ9mに達した。
さらに本来そこにあった構築物に中央階段を設けられ、漆喰仕上げの河原石の基壇が元の建物を覆って造られた。